# Pelucha
Pelucha là một chi thực vật có hoa trong họ Cúc (Asteraceae).

## Loài
Chi Pelucha gồm các loài: